# Heinz A. Richter
Heinz A. Richter (griechisch Χάιντς Α. Ρίχτερ; * 18. März 1939 in Heilbronn; † 7. März 2024 in Schriesheim) war ein deutscher Historiker auf dem Spezialgebiet Griechenland und Zypern. Er war zuletzt außerplanmäßiger Professor am Seminar für Neuere und Neueste Geschichte der Universität Mannheim.

## Leben
Richter studierte Geschichte, Politikwissenschaft und Anglistik an der Ruprecht-Karls-Universität Heidelberg. Im Anschluss lebte er etliche Jahre in Griechenland. Von 1991 bis 2003 war er außerplanmäßiger Professor für griechische und zypriotische Zeitgeschichte an der Universität Mannheim. Er lebte in Schriesheim.
Richter arbeitete ausschließlich zur Geschichte Griechenlands und Zyperns im 20. und beginnenden 21. Jahrhundert. Auf diesem Gebiet galt er als führender Experte in Deutschland. 1994 begründete er zusammen mit dem Klassischen Archäologen Reinhard Stupperich die Fachzeitschrift „Thetis. Mannheimer Beiträge zur klassischen Archäologie und Geschichte Griechenlands und Zyperns“. Ergänzend dazu riefen die beiden 1995 die Schriftenreihe „Peleus. Studien zur Geschichte und Archäologie Griechenlands und Zyperns“ ins Leben, in der auch viele von Richters Monographien erschienen. Seit 2019 gab Richter die Reihe „Peleus“ mit dem veränderten Untertitel „Studien zur Geschichte Griechenlands und Zyperns“ alleine heraus, während sich „Thetis“ seit Band 23 (2016–2018) nur noch altertumswissenschaftlichen Themen widmet und ohne Richters Beteiligung erscheint.
Die Universität Kreta verlieh ihm im Jahr 2014 die Ehrendoktorwürde.
2015 erhob der kretische Staatsanwalt Paterakis auf Grundlage von Artikel 2 des Gesetzes 927/1979 (Leugnung von Völkermord und Kriegsverbrechen) Anklage gegen ihn. Anlass war, dass Richter in seinem Buch Operation Merkur (das die Luftlandeschlacht um Kreta beinhaltet) die kriegsentscheidende Bedeutung kretischer Partisanen im Zweiten Weltkrieg verneint und ihnen Gewaltakte anlastet, worin die Staatsanwaltschaft eine rassistische Verunglimpfung von Kriegsopfern sah. Ihm drohten bis zu drei Jahre Haft. Die deutsche Botschaft in Athen sprach Richter die Empfehlung aus, griechischen Boden zu meiden und nicht zur Gerichtsverhandlung zu erscheinen. Die in Abwesenheit des Angeklagten geführte Verhandlung endete im Februar 2016 mit einem Freispruch.

## Auszeichnungen
- Χρυσό Σταυρό του Τάγματος του Φοίνικα, 2000 („Kreuz in Gold des Phönix-Ordens“)

## Schriften (Auswahl)
Monographien
- Griechenland zwischen Revolution und Konterrevolution 1936–1946. Europäische Verlagsanstalt, Frankfurt 1973.
  - Griechische Ausgabe: Δύo επαvαστάσεις και αvτεπαvαστάσεις στηv Eλλάδα 1936–1946. Exantas, Athen 1977, 2 Bde.
- Griechenland und Zypern seit 1920. Bibliographie zur Zeitgeschichte. Nea Hellas, Heidelberg 1984.
- British Intervention in Greece: From Varkiza to Civil War, February 1945 – August 1946. The Merlin Press, London 1986.
  - Griechische Ausgabe: Η επέμβαση τωv Άγγλωv στηv Ελλάδα. Από τη Βάρκιζα στov Eμφύλιo Πόλεμo. Estia, Athen 1997, 2. Auflage 2003.
- Frieden in der Ägäis? Zypern – Ägäis – Minderheiten. Romiosini, Köln 1989.
- Griechenland im 20. Jahrhundert. Band 1: Megali Idea – Republik – Diktatur. Romiosini, Köln 1990.
- Griechenland im Zweiten Weltkrieg August 1939 – Juni 1941. Syndikat, Bodenheim 1997 (Peleus. Studien zur Archäologie und Geschichte Griechenlands und Zyperns, Bd. 2).
  - Griechische Ausgabe: Η Ιταλο–γερμανική επίθεση εναντίον της Ελλάδος, Αύγουστος 1939 – Ιούνιος 1941. Γκοβόστης, Athen 1998–1999, 3 Bde.
- Geschichte der Insel Zypern.
  - Band 1: 1878–1949. Bibliopolis, Möhnesee 2004, Inhaltsverzeichnis und Vorwort Band 1 (PDF; 872 kB)
  - Band 2: 1950–1959. Bibliopolis, Möhnesee 2006.
  - Band 3: 1959–1965. Rutzen, Mainz, Ruhpolding 2007.
  - Band 4: 1965–1977. Rutzen, Mainz, Ruhpolding 2009.
    - Griechische Ausgabe: Ιστορία της Κύπρου.
      - Τόμος Α’: 1878–1949. Βιβλιοπωλείον της Εστίας, Athen 2007.
      - Τόμος B’: 1950–1959. Βιβλιοπωλείον της Εστίας, Athen 2011.
- Η Εθνική Αντίσταση και οι συνέπειες της. Μεσόγειος, Athen 2009. („Der nationale Widerstand und seine Folgen“) – Rezension: Γιάννης Σκαλιδάκης, in: Ουτοπία 88, 2010 online.
- Kurze Geschichte des modernen Zypern. Rutzen, Mainz, Ruhpolding, 2010. – Rezension: Michael Knüppel, in: Zeitschrift für Balkanologie 46, 2010, 1 online (PDF; 589 kB)
  - Englische Ausgabe: A Concise History of Modern Cyprus. Rutzen, Mainz, Ruhpolding 2010.
  - Türkische Ausgabe: Çağdaş Kıbrıs’ın Kısa Taríhí 1878–2009. Galeri Kültür, Lefkosa 2011.
- Operation Merkur: Die Eroberung der Insel Kreta im Mai 1941. Rutzen, Ruhpolding 2011.
  - Griechische Ausgabe: Η μάχη της Κρήτης. Γκοβόστης, Athen 2011.
- Griechenland 1940–1950. Die Zeit der Bürgerkriege. Harrassowitz, Wiesbaden 2012 (Peleus. Studien zur Archäologie und Geschichte Griechenlands und Zyperns, Bd. 59). – Rezension: Vaios Kalogrias, in: sehepunkte.de 13 (2013), Nr. 2, online
- Griechenland 1950–1974. Zwischen Diktatur und Demokratie. Rutzen, Ruhpolding, 2013.
- Der Krieg im Südosten. Band 1: Gallipoli 1915. (= Peleus, Bd. 65). Rutzen, Ruhpolding, 2014, ISBN 978-3-447-10118-9.
- Der Krieg Im Südosten. Band 2: Makedonien 1915-1918. (= Peleus, Bd. 65/2). Philipp Rutzen, Ruhpolding, 2014, ISBN 978-3-447-10249-0.
- Geschichte Griechenlands im 20. Jahrhundert. 1900–1939. Band 1, 2., völlig neubearbeitete Auflage, Rutzen, Mainz/Ruhpolding 2015, ISBN 978-3-447-10396-1.
- Geschichte Griechenlands im 20. Jahrhundert. 1939–2004. Band 2, Rutzen, Mainz/Ruhpolding 2015, ISBN 978-3-447-10398-5.
- Griechenland 1945-1946. Die britische Intervention (= Peleus, Bd. 69). Harrassowitz, Wiesbaden 2016, ISBN 978-3-447-10533-0.
- Der griechisch-türkische Krieg 1919–1922 (= Peleus, Bd. 72). Harrassowitz, Wiesbaden 2016, ISBN 978-3-447-10656-6.
- Geschichte der griechischen Linken (= Peleus, Bd. 77). Harrassowitz, Wiesbaden 2017, ISBN 978-3-447-10846-1.
- Hellas und Zypern in meinem Leben. Erinnerungen eines Zeithistorikers (= Peleus, Bd. 76). Harrassowitz, Wiesbaden 2017, ISBN 978-3-447-10769-3.
- Die Griechen im Osmanischen Reich 1913–1923. Ihre Verfolgung und Vertreibung (= Peleus, Bd. 86). Harrassowitz, Wiesbaden 2018, ISBN 978-3-447-11131-7.
- Das Osmanische Reich im Ersten Weltkrieg bis zum Friedensschluss 1923 (= Peleus, Bd. 84). Harrassowitz, Wiesbaden 2018, ISBN 978-3-447-11038-9.
- Die türkischen Meerengen in der internationalen Politik 1900–1917 (= Peleus, Bd. 80). Harrassowitz, Wiesbaden 2018, ISBN 978-3-447-10915-4.

Aktuelle Artikel
- Athener Klientelismus. Die politische Kultur Griechenlands und die Wurzel der Schuldenkrise, in: Lettre International 96, Frühjahr 2012, Auszüge online.
  - Griechische Übersetzung: Η πολιτική κουλτούρα της Ελλάδας, in: The books’ journal #20, Ιούνιος 2012, S. 54–59, online (PDF; 255 kB)
- Die politische Kultur Griechenlands. Zu den historischen Gründen eines fundamentalen Missverstehens, in: Die Politische Meinung. Monatszeitschrift zu Fragen der Zeit, Nr. 508, März 2012, S. 51–58, online (PDF; 137 kB)
- Some Remarks on the political cultures of Greece, Cyprus and Turkey. Speech delivered at the Goethe Institute Nicosia on the 3rd of May 2012, online (PDF; 42 kB)